# Julian Buzmanjuk

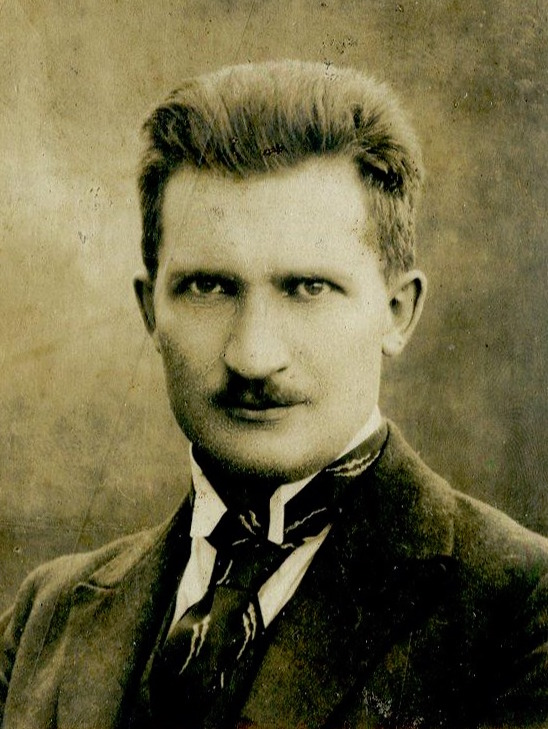
Julian Buzmanjuk, 1939

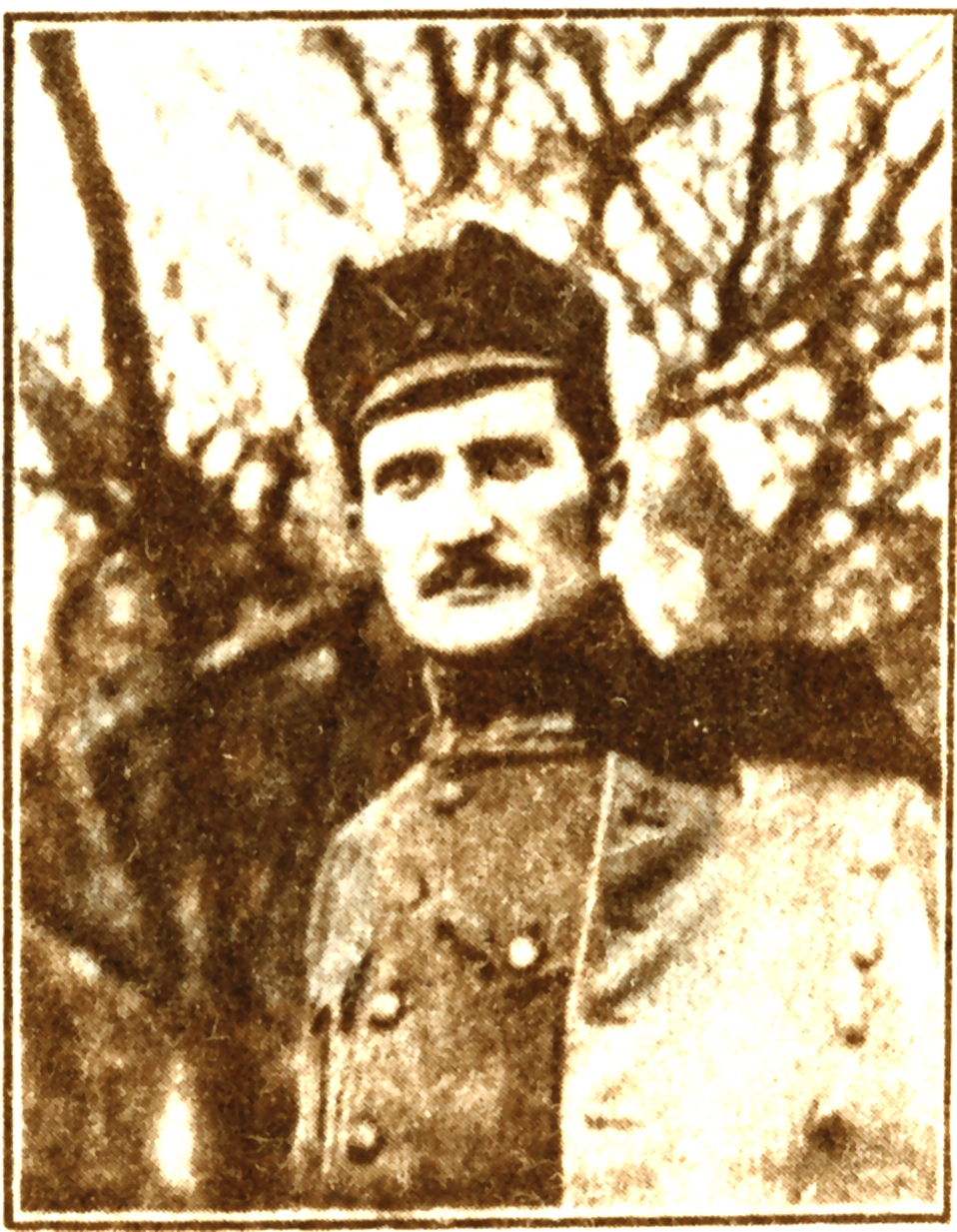
Julian Buzmanjuk während des Dienstes bei der Ukrainischen Legion

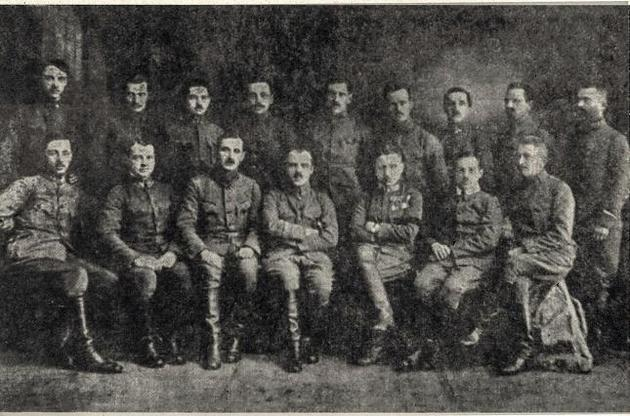
Staatssekretariat für Militärangelegenheiten der Westukrainischen Volksrepublik, Februar 1919. Julian Buzmanjuk stehend, 2. von links.

Julian Lukytsch Buzmanjuk (ukrainisch Юліан Лукич Буцманюк; * 3. Juli 1885 in Smorschiw, Österreich-Ungarn (heute Rajon Scheptyzkyj, Ukraine); † 30. Dezember 1967 in Edmonton, Kanada) war ein ukrainischer und kanadischer Künstler.

## Leben und Wirken
Julian Buzmanjuk wurde am 3. Juli 1885 im Dorf Smoschiw in der Region Lwiw in einer Lehrerfamilie geboren. Bereits in jungen Jahren zeigte er eine künstlerische Begabung. Nach dem frühen Tod seiner Eltern verdiente er seinen Lebensunterhalt als Maler. Er beteiligte sich an der Jugendstil-Wandmalerei im Lesesaal der 1905 eröffneten Universitätsbibliothek in Lwiw, deren Architekt Hryhorij Peschanskyj war. Im Jahr 1906 führte er die Ausmalung der Kirche in Konjuchy durch und lernte dort Modest Sossenko kennen. Gemeinsam mit ihm gestaltete Buzmanjuk die Mariä-Himmelfahrt-Kirche in Slawsko, die Auferstehungskirche in Rykiw (heute Poljany, Rajon Solotschiw) sowie weitere Kirchen. 1908 nahm Butzmanjuk ein Studium an der Akademie der Bildenden Künste in Krakau auf. Während seines Studiums arbeitete er an der Restaurierung der Marienbasilika in Krakau. Im Jahr 1910 wurde Butzmanjuk mit der Ausmalung der Kapelle der Herz-Jesu-Kirche in Schowkwa beauftragt, wobei er Elemente der ukrainischen Folklore in den Jugendstil integrierte. Metropolit Andrej Scheptyzkyj wurde auf Julian Butzmanjuk aufmerksam und unterstützte ihn mit einem Stipendium, das ihm 1912 eine Studienreise nach München sowie nach Rom, Florenz und Mailand ermöglichte. 1914 schloss Butzmanjuk sein Studium an der Kunstakademie in Krakau erfolgreich ab.
Mit Ausbruch des Ersten Weltkriegs im August 1914 meldete sich Buzmanjuk freiwillig zur Ukrainischen Legion. Er organisierte die Presseabteilung der Legion an der Front, wirkte zugleich als Frontfotograf und Künstler, schuf eine Postkartenserie der Legion und gestaltete ihre Symbole und Abzeichen. Nach einer Verletzung im Jahr 1915 wurde Butzmanjuk in Wien und Graz behandelt und nahm anschließend seinen Dienst wieder auf. Während der Unabhängigkeitskämpfe der Ukraine setzte Butzmanjuk seinen Dienst bei der Armee der Ukrainischen Volksrepublik. Er diente im Oberkommando der Galizischen Armee sowie im Staatssekretariat für militärische Angelegenheiten der Westukrainischen Volksrepublik. 1919 wurde er Kommandant der Eisenbahn-Militärverwaltung, die für die Sicherheit des Eisenbahnverkehrs, den Schutz der Strecken und staatlichen Eigentums verantwortlich war. Im Auftrag von Jewhen Petrushewytsch schuf Butzmanjuk Entwürfe für ukrainische Banknoten. 1919 heiratete Butzmanjuk Iryna Tschajkiwska. Im Sommer 1920 reiste der Künstler auf die Veranlassung von Symon Petljura nach Wien, blieb jedoch aufgrund der politischen Lage in der Tschechoslowakei  dort und geriet später in ein Internierungslager in Liberec. 1922 wurde sein Sohn Bohdan geboren. Von 1923 bis 1927 studierte er an der Akademie der Bildenden Künste in Prag. 1939 zog er mit seiner Familie nach Krakau und arbeitete dort beim Ukrainischen Verlag. Nach dem Ende des Zweiten Weltkriegs lebte er zunächst in Wien und später in München.
1950 emigrierte Buzmanjuk nach Kanada, wo er aktiv ukrainische Kunstinstitutionen aufbaute und eine private Malschule gründete. Er veröffentlichte Artikel zur Kunstgeschichte und hielt Vorträge. Butzmanjuk war Mitglied der Ukrainischen Künstlervereinigung, Wissenschaftliche Gesellschaft Schewtschenko in Kanada sowie der Vereinigung ukrainischer Künstler in Amerika. Zudem war er Mitbegründer und langjähriger Vorsitzender der Bruderschaft der Ukrainischen Legion in Edmonton. Von 1951 bis 1956 malte er gemeinsam mit Ehefrau und Sohn die Wände der Josaphat-Kathedrale in Edmonton aus.
Die Werke Butzmanjuks wurden im von Andrij Scheptyzkyj gegründeten Museum in Lwiw aufbewahrt. Im Jahr 1952 jedoch wurden sie auf Anordnung der sowjetischen Behörden zusammen mit tausend weiteren Werken ukrainischer Künstler verbrannt.
Julian Butzmanjuk starb am 30. Dezember 1967 und wurde auf dem ukrainischen Friedhof in Edmonton beigesetzt.

## Werke (Auswahl)
- Wandmalereien im Lesesaal der Wissenschaftlichen Bibliothek der Iwan-Franko-Universität in Lwiw

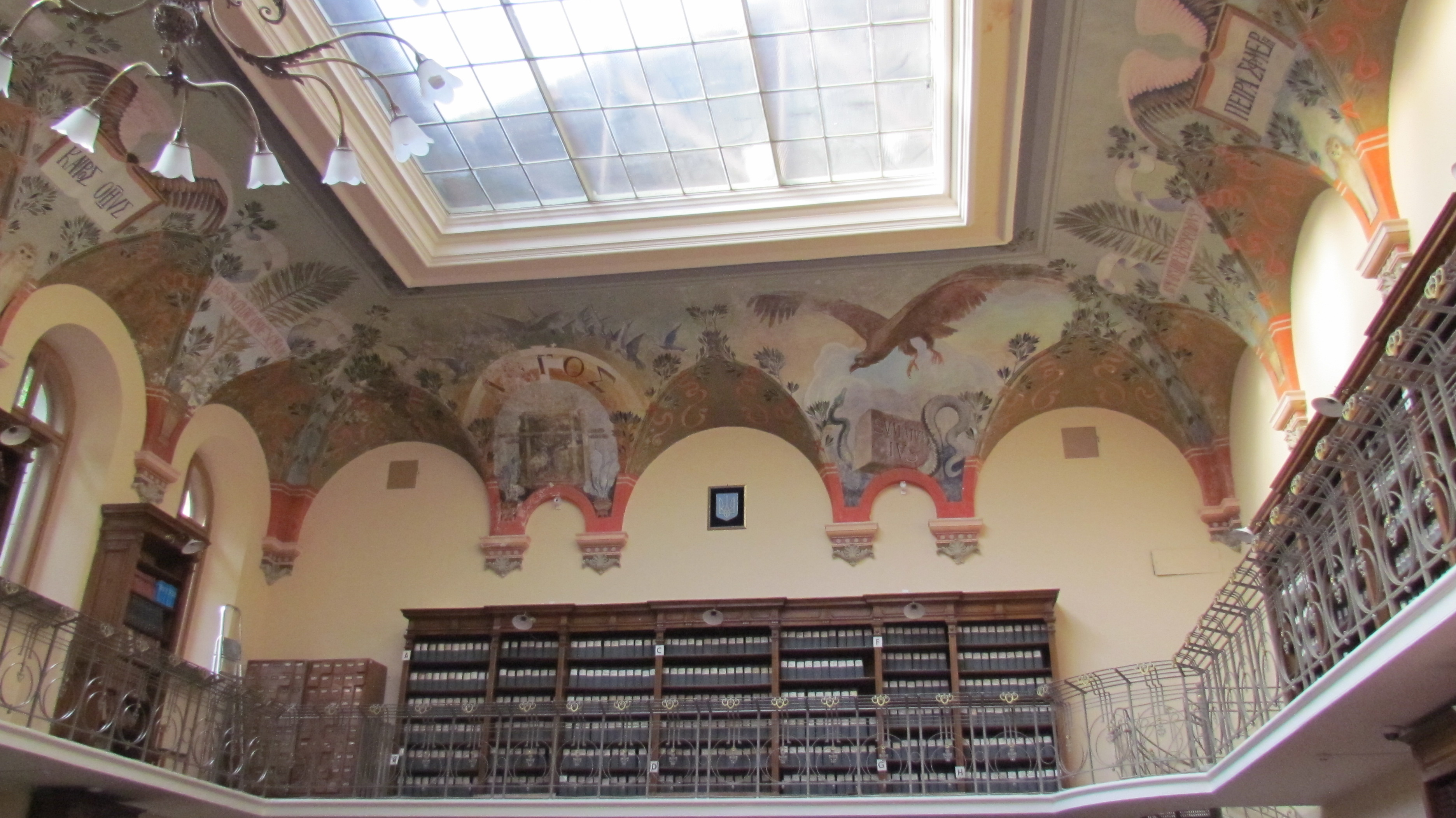
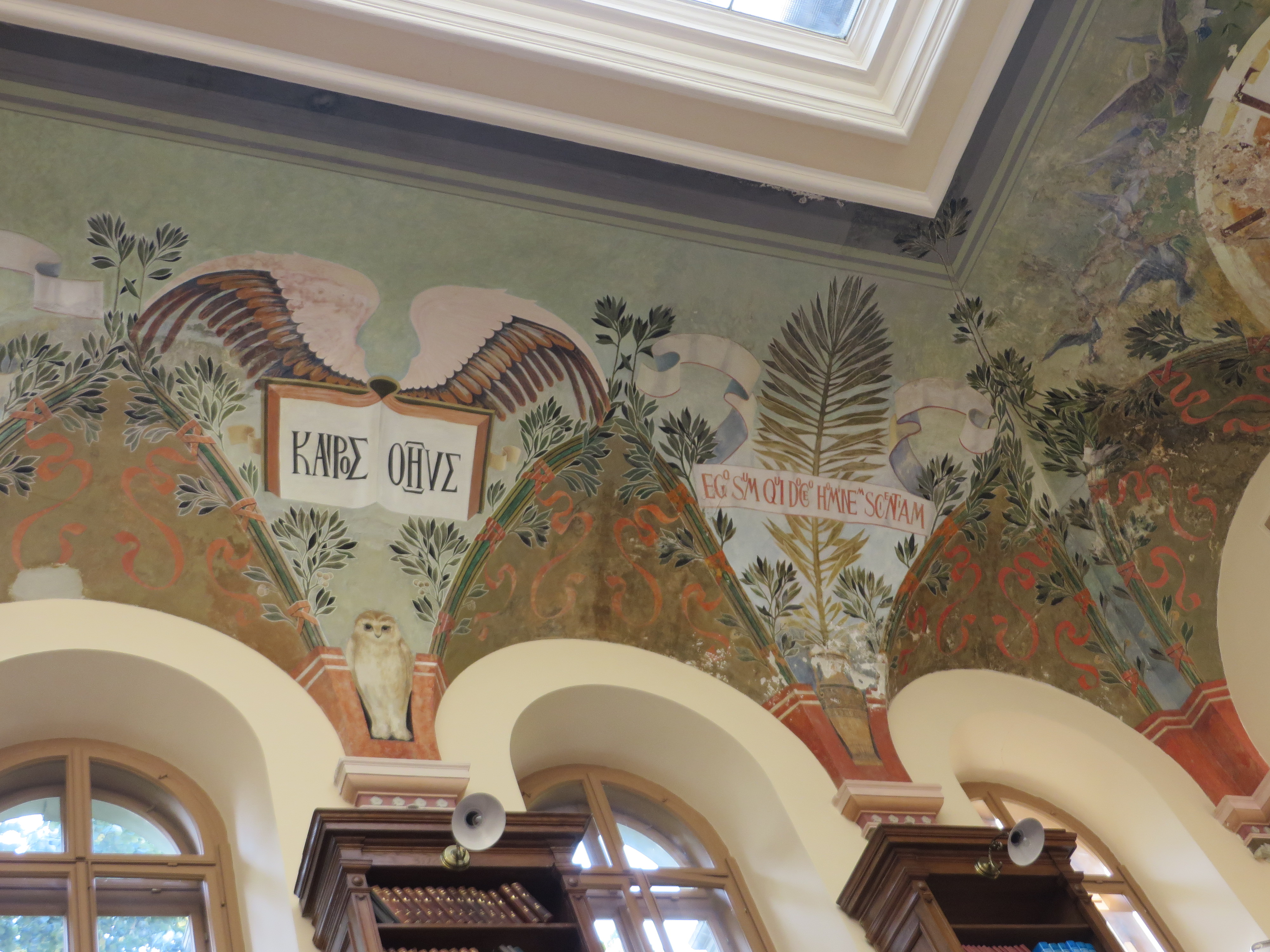
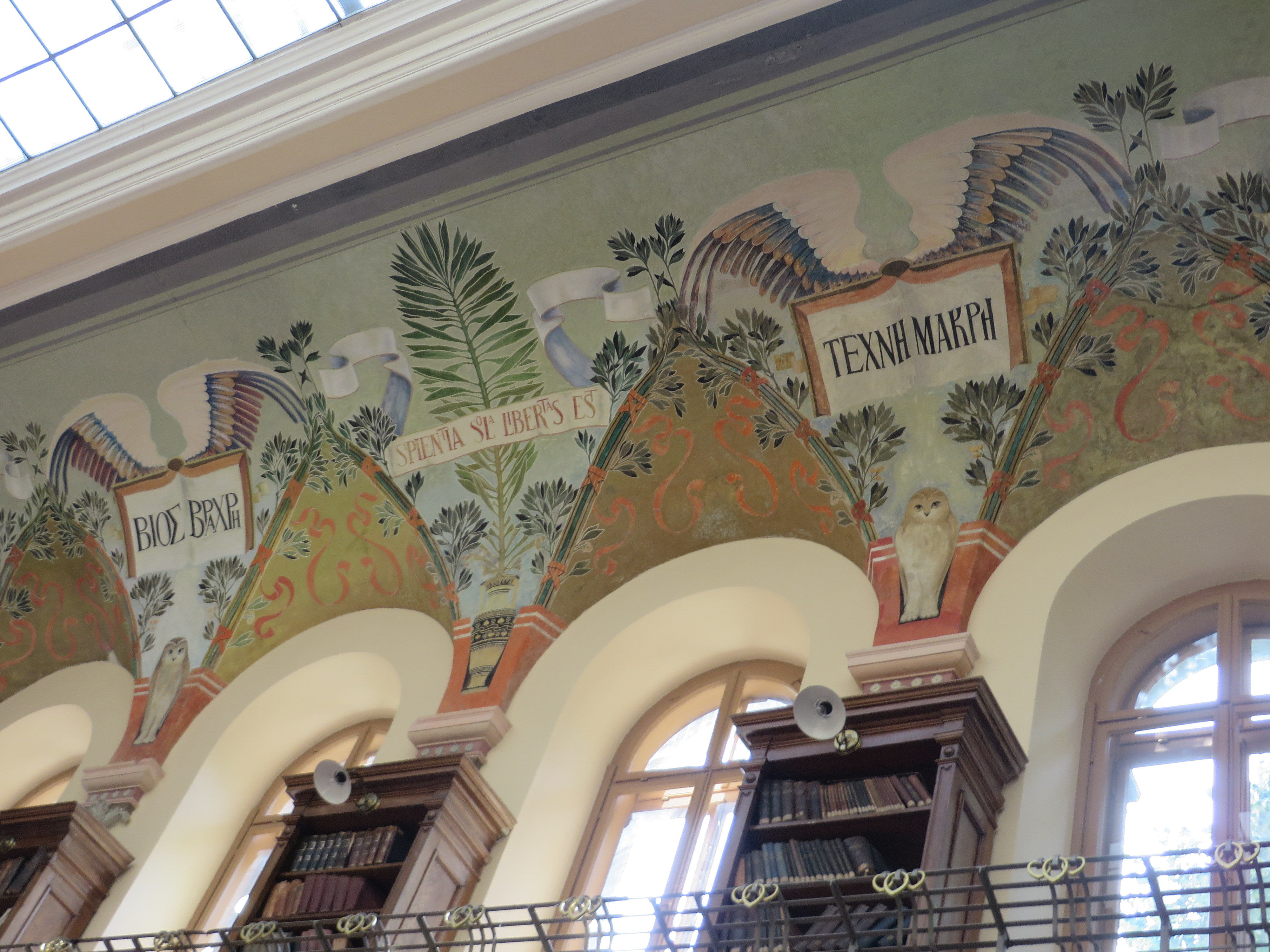

- Freskenfragmente in der Herz-Jesu-Kirche in Schowkwa:

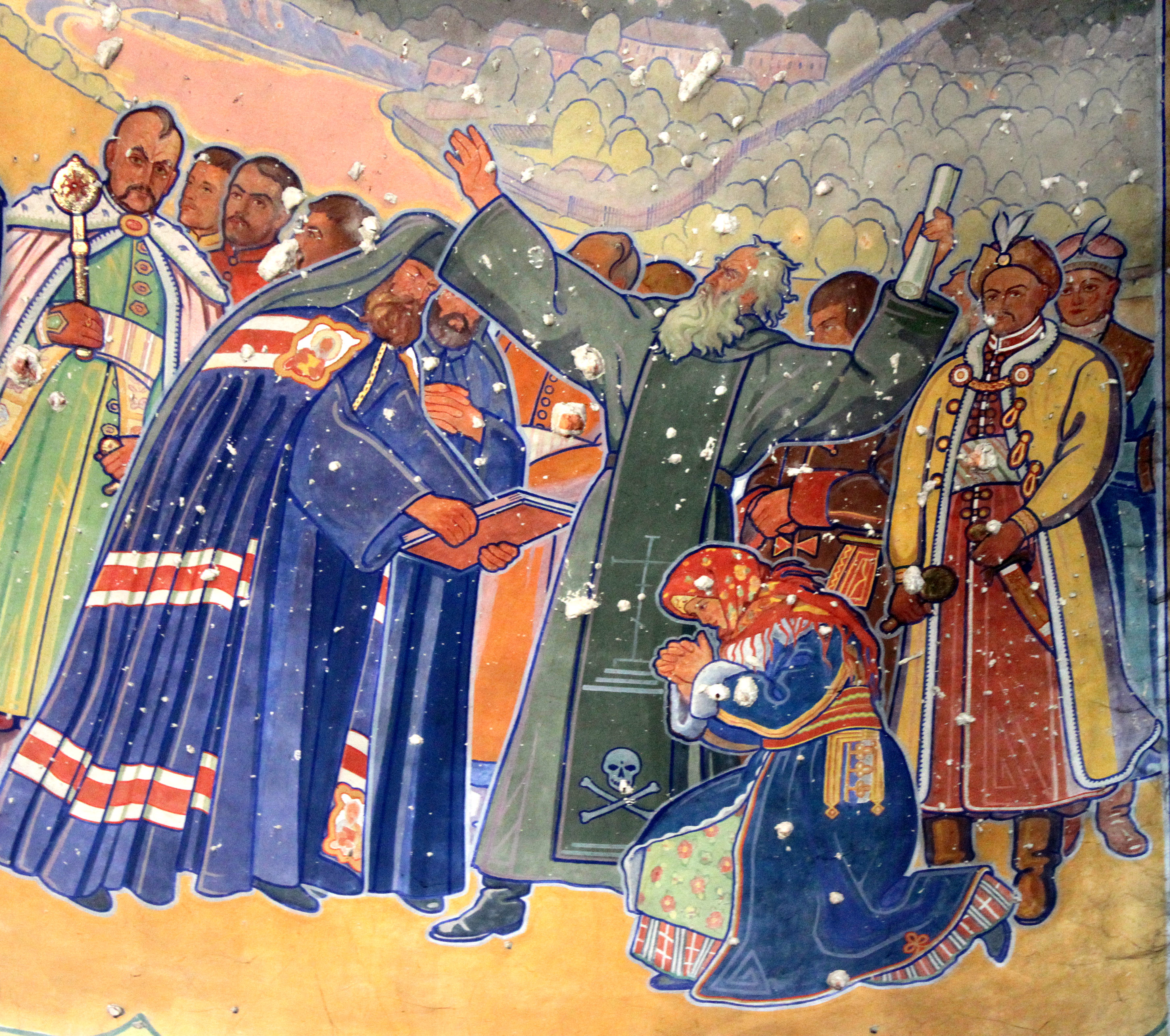
Bohdan Chmelnyzkyj, Iwan Wysschewskyj, Iwan Masepa, Halschka Hulewytsch. u. a.   Einschusslöcher an der Decke stammen aus der Zeit sowjetischer KGB-Präsenz.
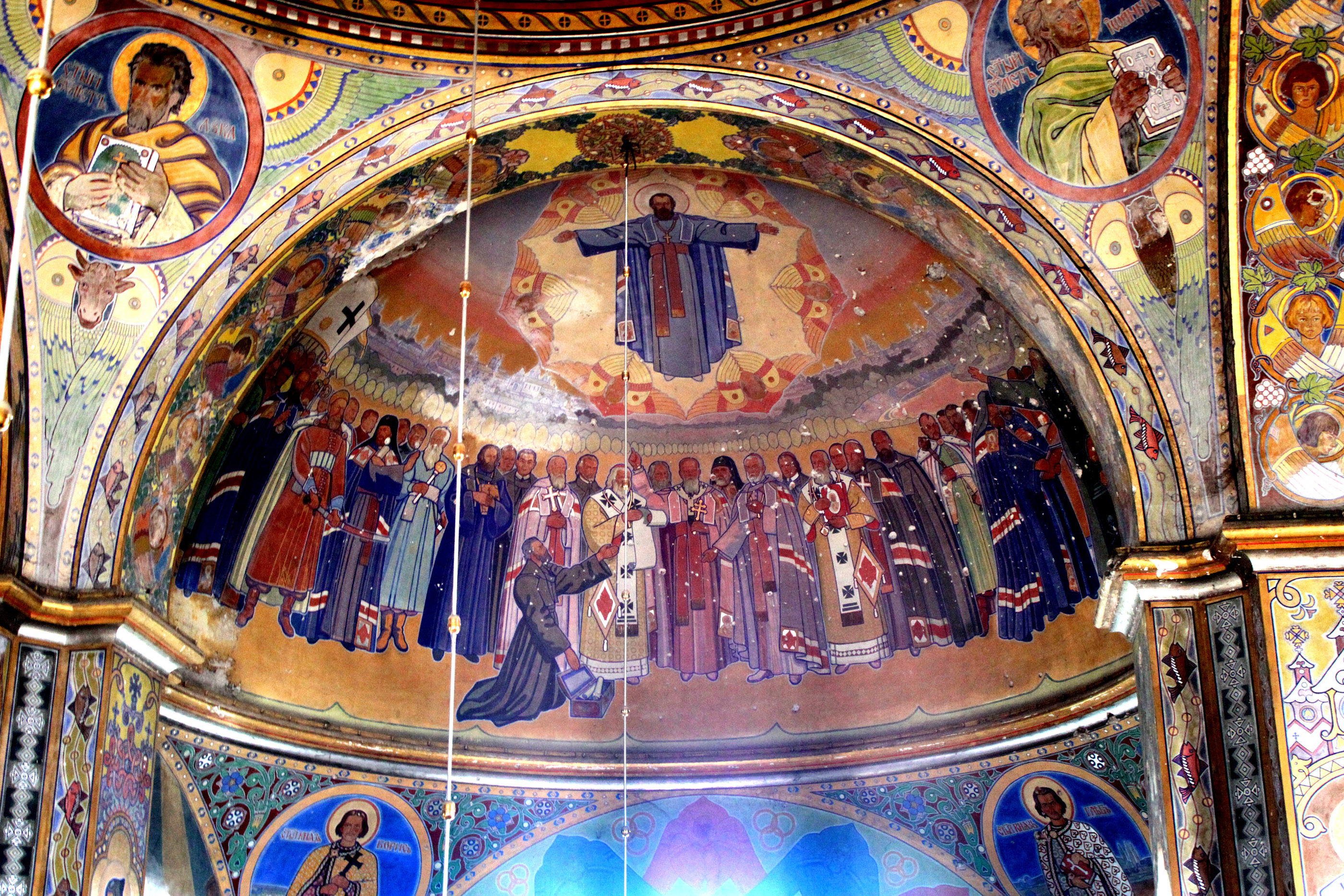
Die Union von Brest. Helden der Kosakenzeit.
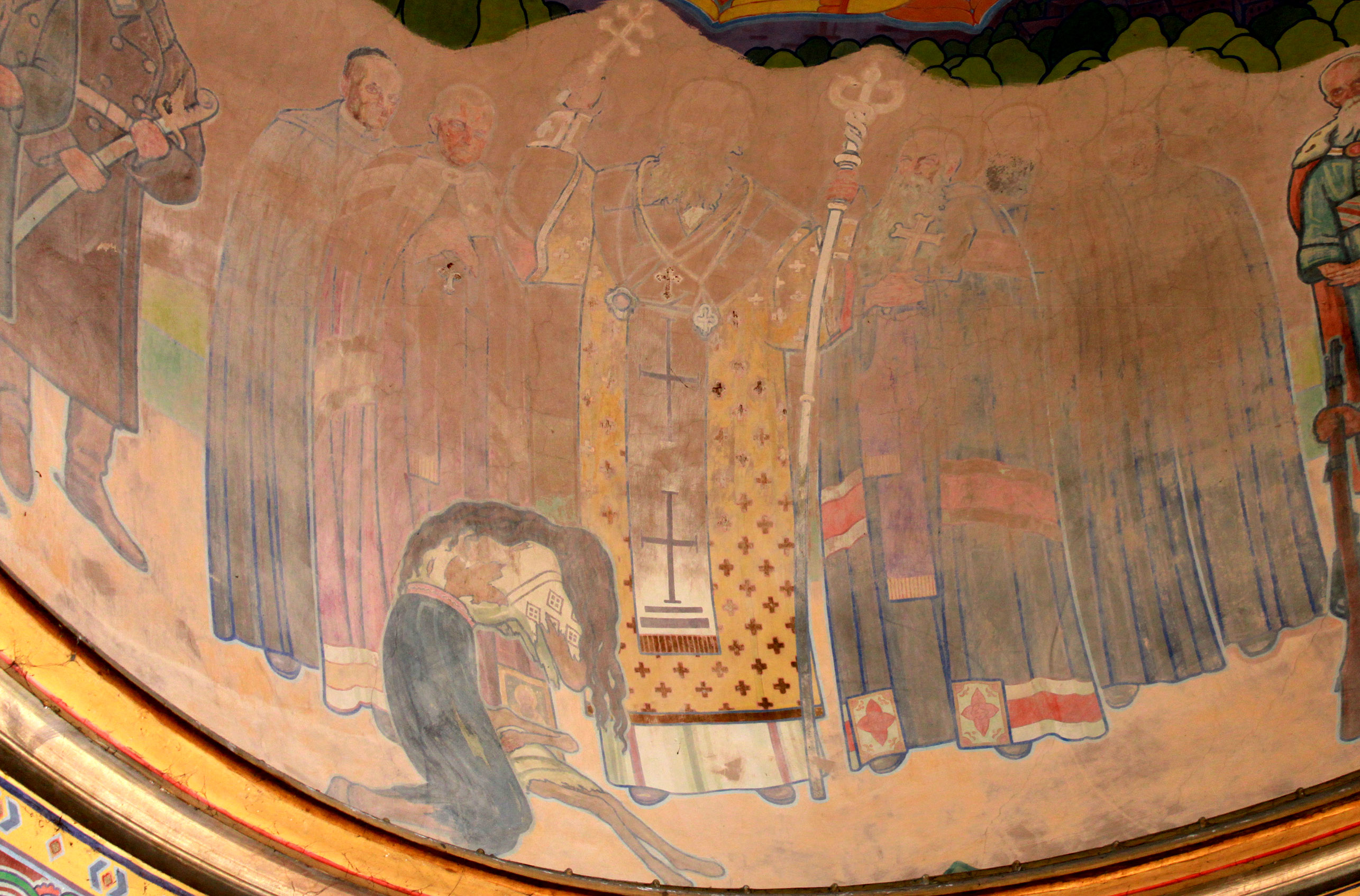
Metropolit Andrej Scheptyzkyj. Holodomor.
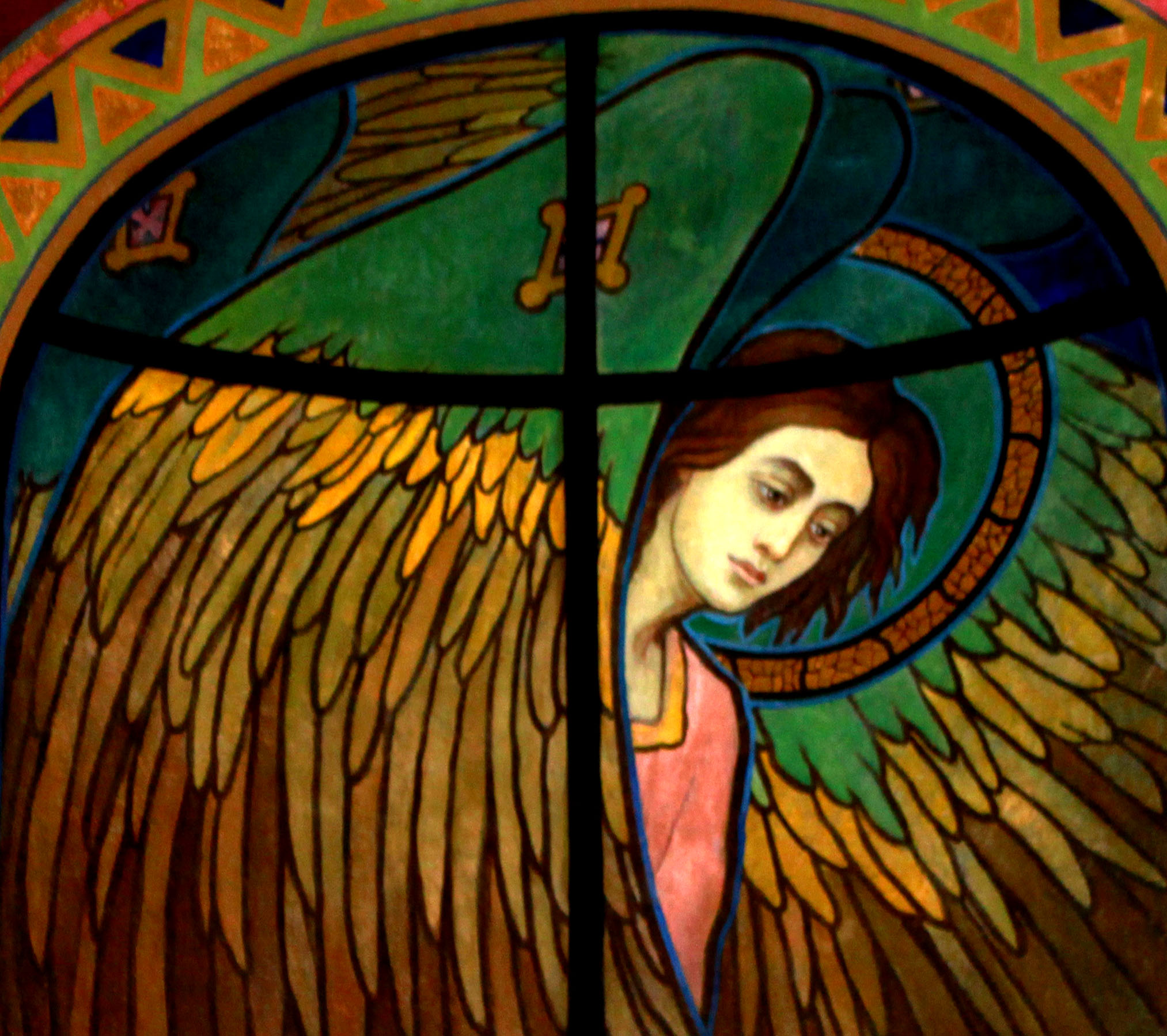
Wandmalerei in der Kapelle